# Джампер

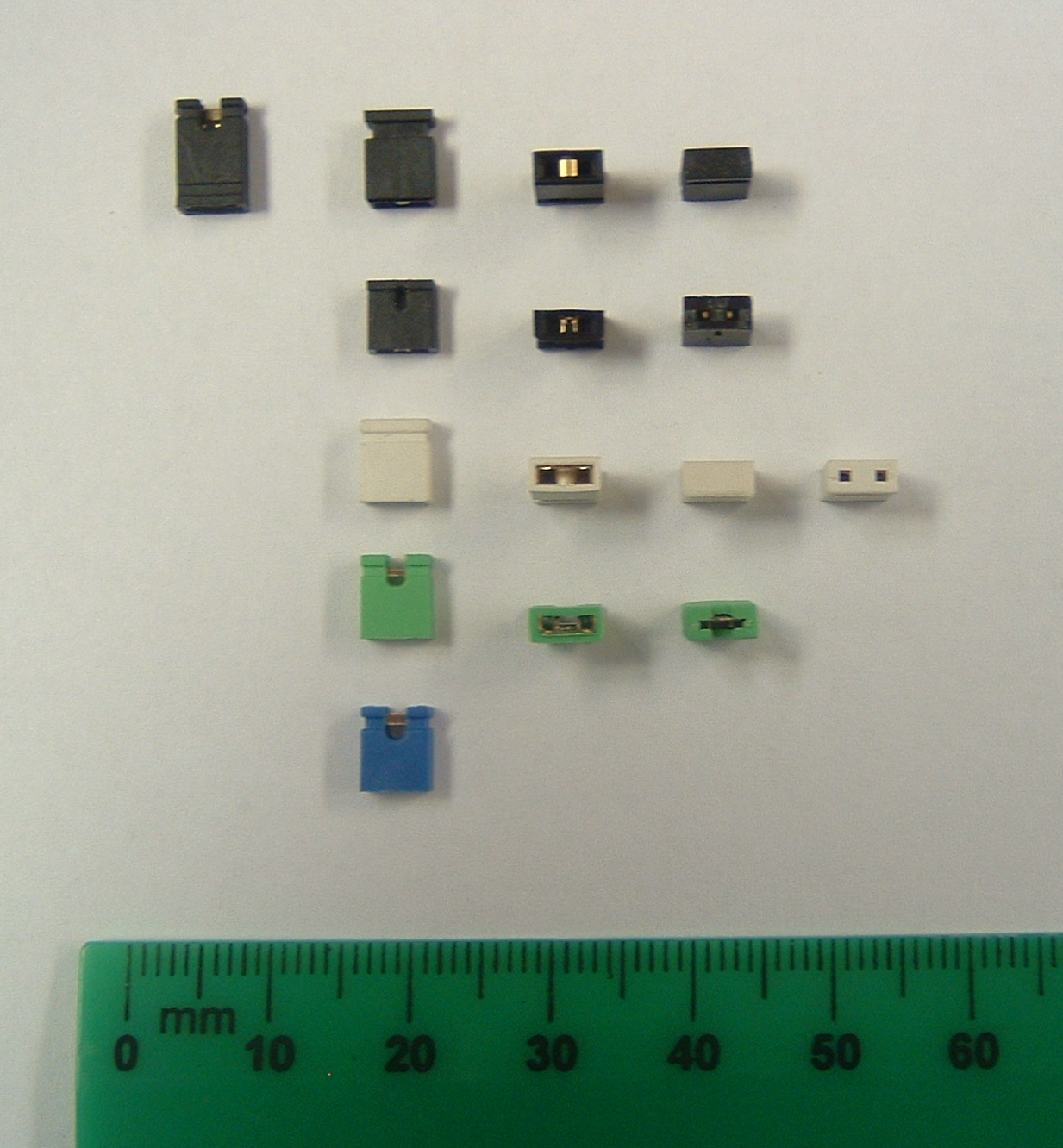
Примеры перемычек

Джа́мпер (англ. jumper pins, JP или просто jumper) — перемычка, позволяющая замыканием (размыканием) нескольких контактов сконфигурировать электрическую цепь, обычно слаботочную.

## История
До появления современных компьютерных систем закорачивающие перемычки использовались в телефонных системах в низковольтной и высоковольтной аппаратуре. С появлением микросхем в DIP-корпусах закорачивающие джамперы стали широко использоваться для конфигурирования и программирования систем.

## Классификация и использование джамперов
Джампер может быть:
- «разрешающим» (англ. Enable) работу части схемы; обычно выполняется в виде пары штырей, соответственно «разрешение» происходит при перемыкании штырей джампером (англ. Short, On) в отличие от оставленных (англ. Open, Off); такие штыри имеют название и пометку, включающие в себя окончание англ. «_EN» от «Enable»: например, «LAN_EN», «SCSI_EN», «CODEC_EN», «JEN» (JumperFree Mode),
- «конфигурирующим» — когда джампер замыкает определённые штыри, которых больше двух, например перемыкая первый и второй штыри [1-2], в отличие перемыкания второго и третьего штыря [2-3].

До начала использования в Setup BIOS технологий типа «JumperFREE» от ASUSTeK, позволяющей сконфигурировать устройства на материнской плате и их режимы, джамперы (или блоки DIP-переключателей) использовались для конфигурирования функциональных контроллеров и чипсета материнской платы: выставления частоты системной шины центрального процессора, оперативной памяти, уровня напряжения (5 вольт или 3,3 вольта).
В современных материнских платах джампер используется в качестве средства изменения электрической схемы включения и используется для:
- сброса настроек энергонезависимой памяти. Иногда вместо джампера на плату устанавливается кнопка, что более удобно для пользователя и позволяет избежать проблем, связанных с джампером, забытым в положении сброса;
- для выбора источника питания: либо «обычные» +5 вольт, либо +5 вольт, обеспечиваемые во время активного режима энергосбережения (так называемые 5VSB):
  - конфигурации шины USB — USBPWR
  - клавиатуры — KBPWR
- в случае НЕ-подключения на передней панели шасси разъёма вывода звука «AAFP» (спецификация AC'97 или HD Audio) необходимо перемкнуть попарно штырьки 1) Line out L и противоположный, обозначаемый как NC и 2) Line out R и противоположный, обозначаемый как NC.

Также джамперы используются для выставления режимов работы ведущий/ведомый (англ. Master/Slave) устройств (жестких дисков, оптических накопителей) на шине ATA и LUN на шине SCSI.
Джамперы запрещается устанавливать на штырьки разъёмов, предназначенных для подключения шлейфов либо непосредственно устройств, особенно вентиляторов.
Примерами таких являются разъёмы портов (COM, USB, FireWire, S/PDIF, SCSI, PATA, НГМД, ИК), вентиляторов (CPU_FAN, CHA_FAN, PWR_FAN, AUX_FAN), разъём подключения передней панели шасси (System power LED, Hard disk activity LED/IDELED, PWRSW, RESET и SPEAKER), разъём подключения термодатчика (JTPWR), некоторые устаревшие типа EARPHONE, MIC2, SMB, Wake-On-LAN, Wake-On-Ring, CD_IN, AUX_IN, VIDEO, MODEM.
Более длинные перемычки из провода или специального электропроводящего профиля (изготовленные фабричным способом либо изготовленные по месту самостоятельно) применяются при монтаже электрических аппаратов, создании/восстановлении электросхем.

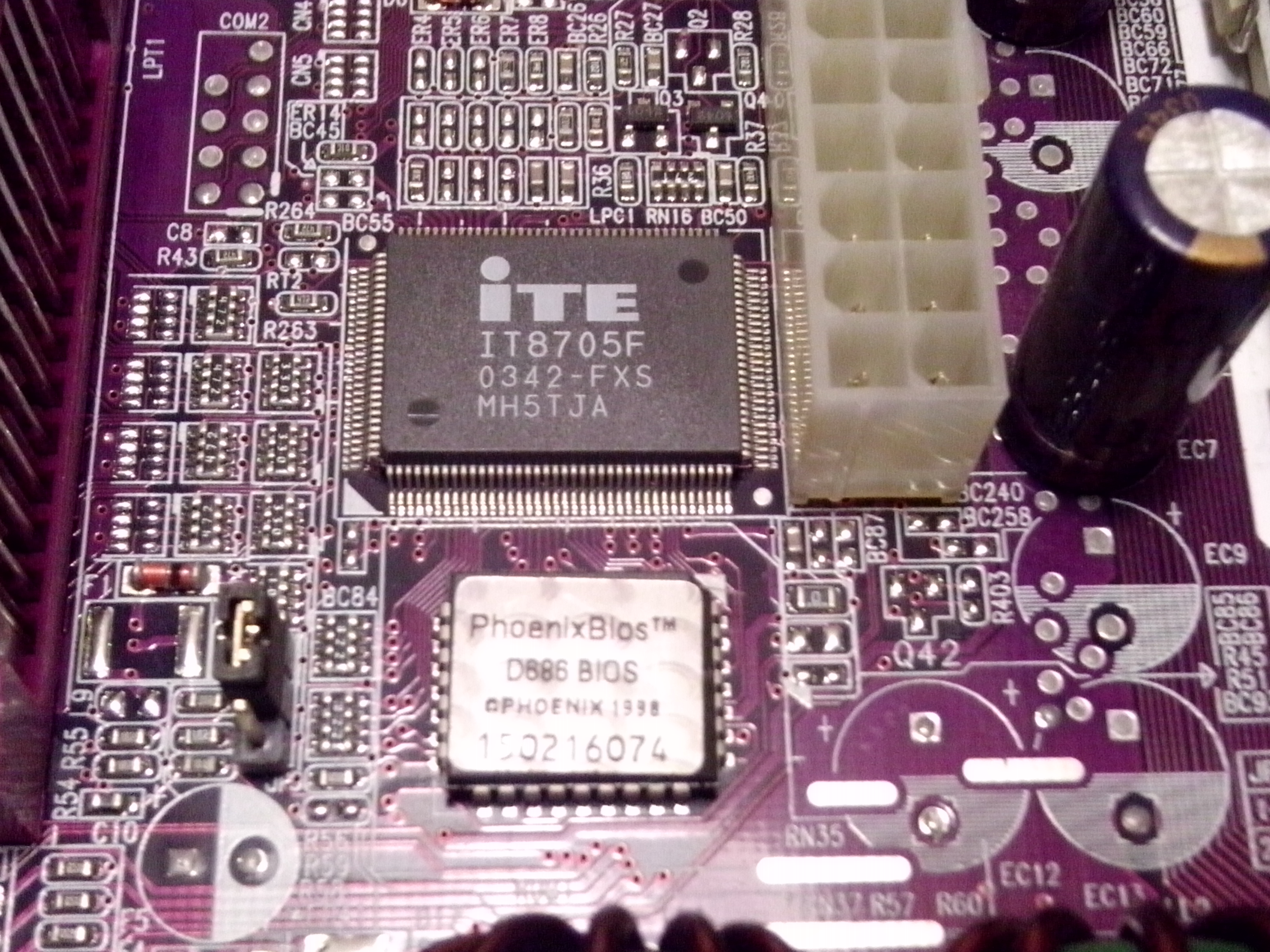
Джампер очистки конфигурации в BIOS на материнской плате ASUS L7VMM2 REV1.1
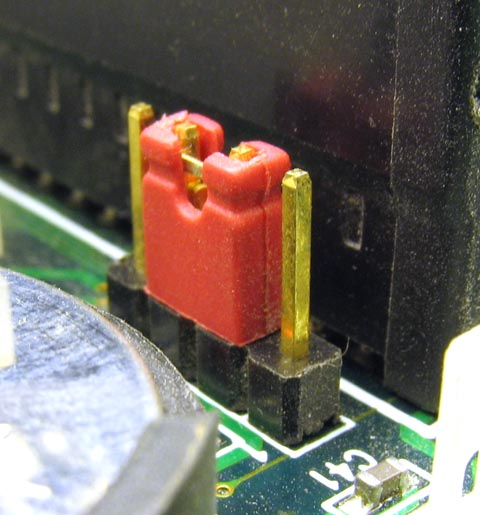
Джампер для перемыкания пары [2-го и 3-го] из четырёх штырей
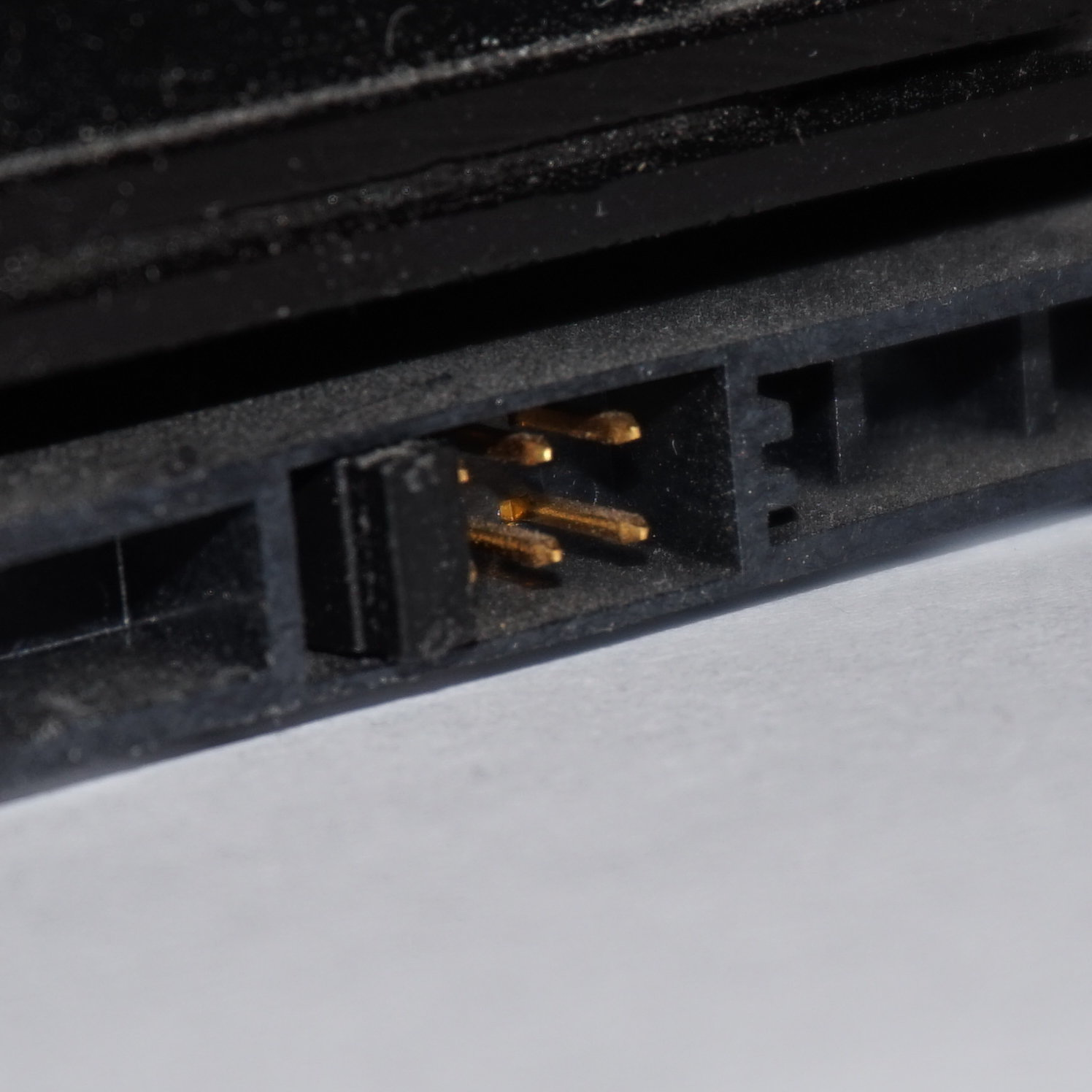
Конфигурирующий джампер на оптическом дисководе с интерфейсом SATA
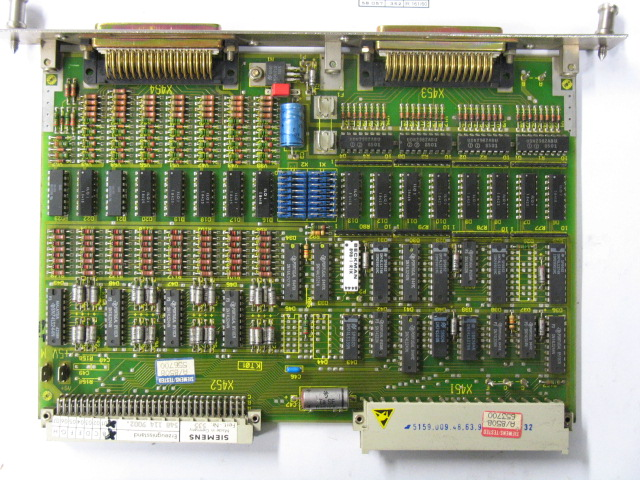
Блок перемычек (синий, в центре) в виде пружинящих проволочные перемычек в виде „крючков“
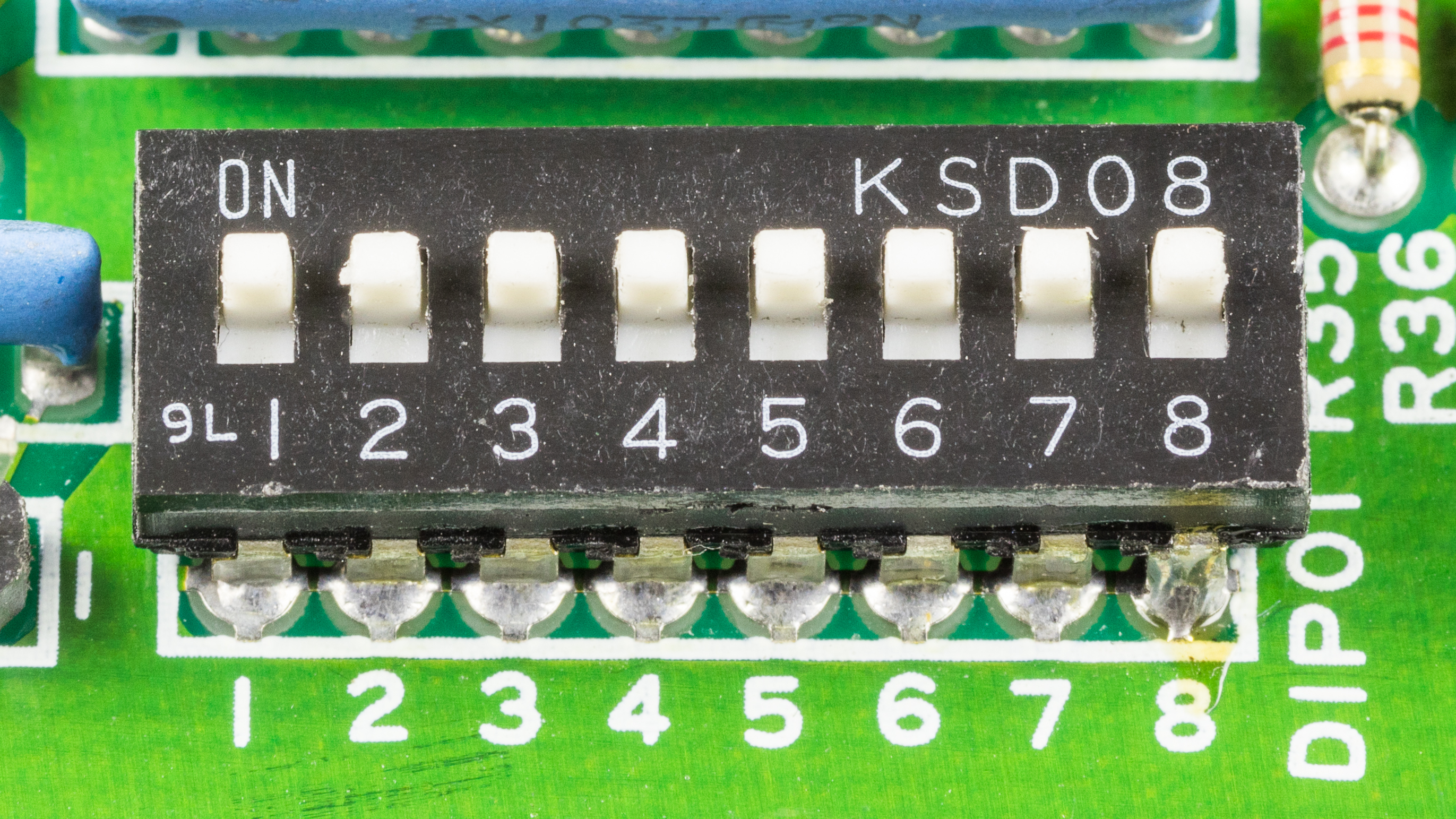
Блок перемычек выполняенный в виде DIP-переключателя
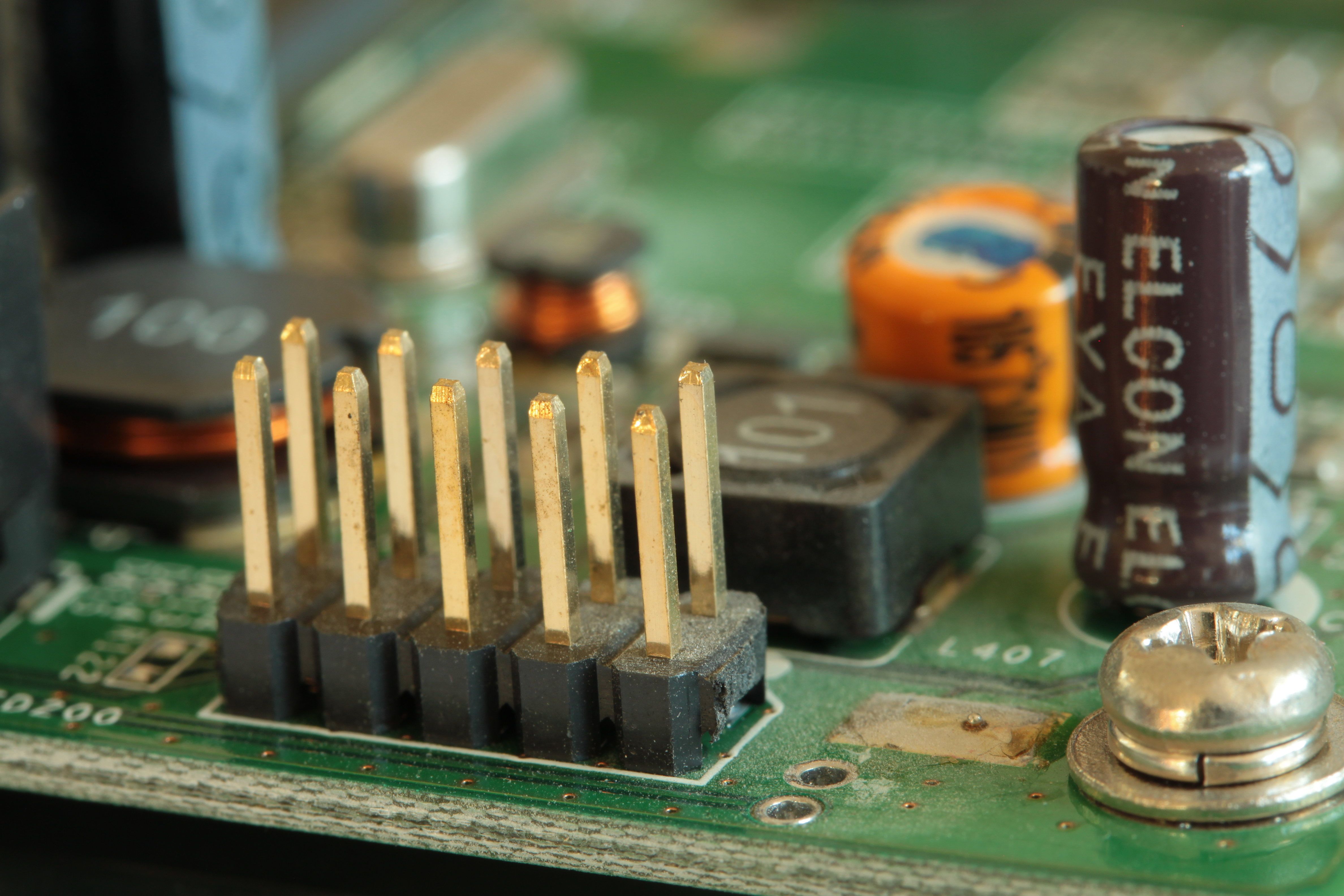
Штыри, предназначающиеся для подключения шлейфа, а НЕ джамперов
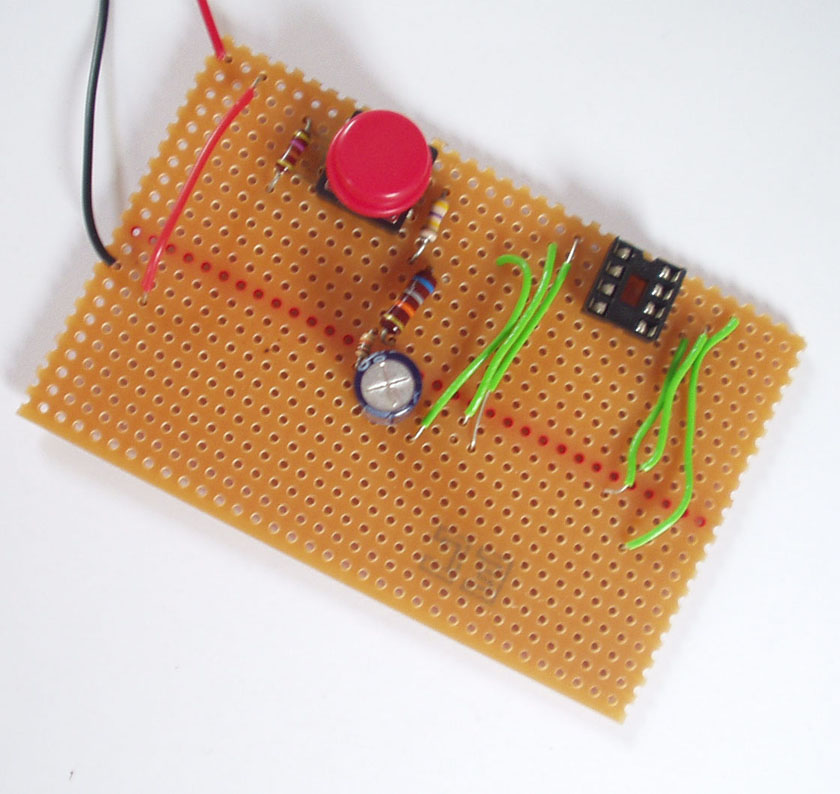
Электрические перемычки на макетной плате
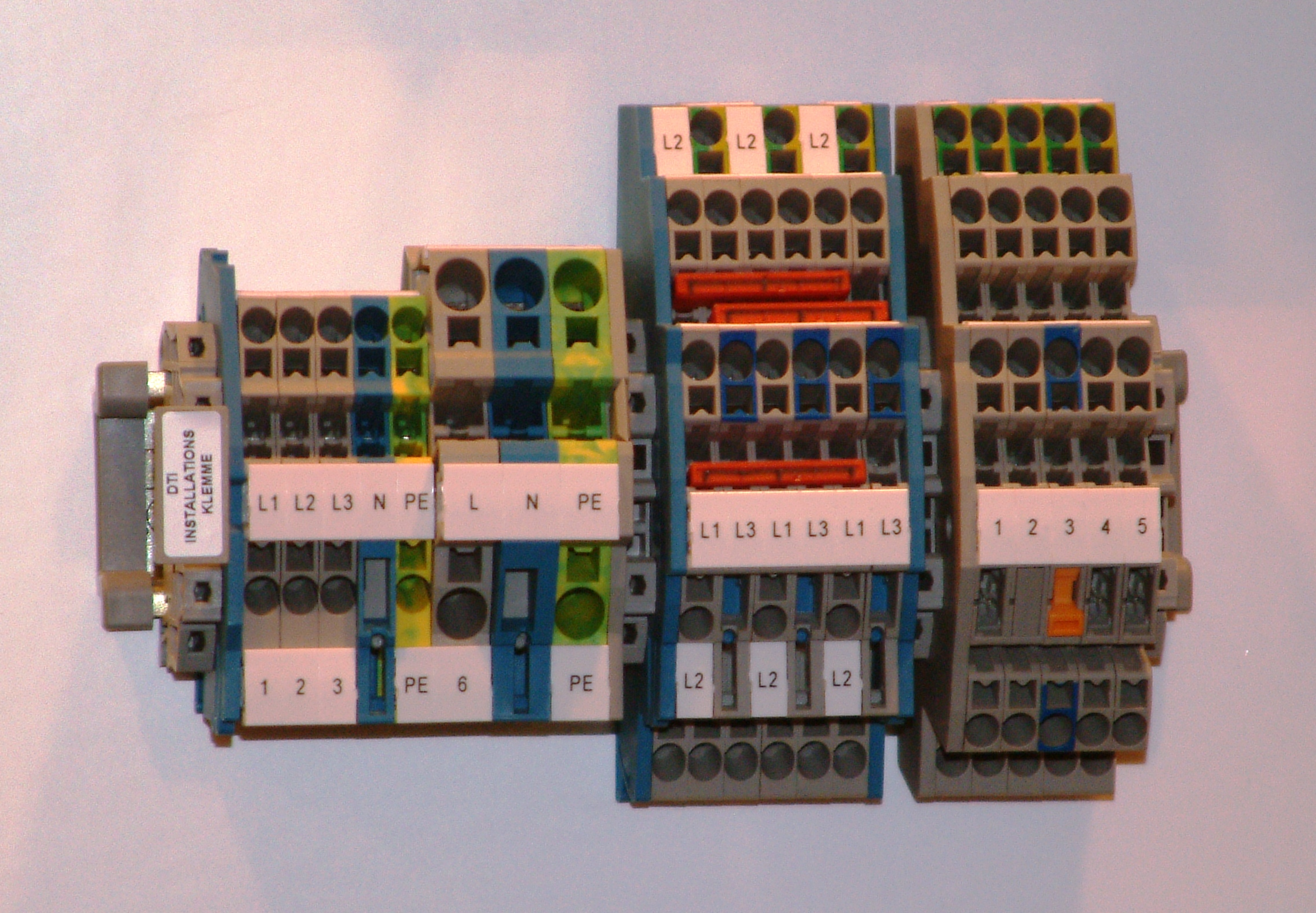
Перемычки, соединяющие отдельные выводы клемм или отдельные клеммы между собой
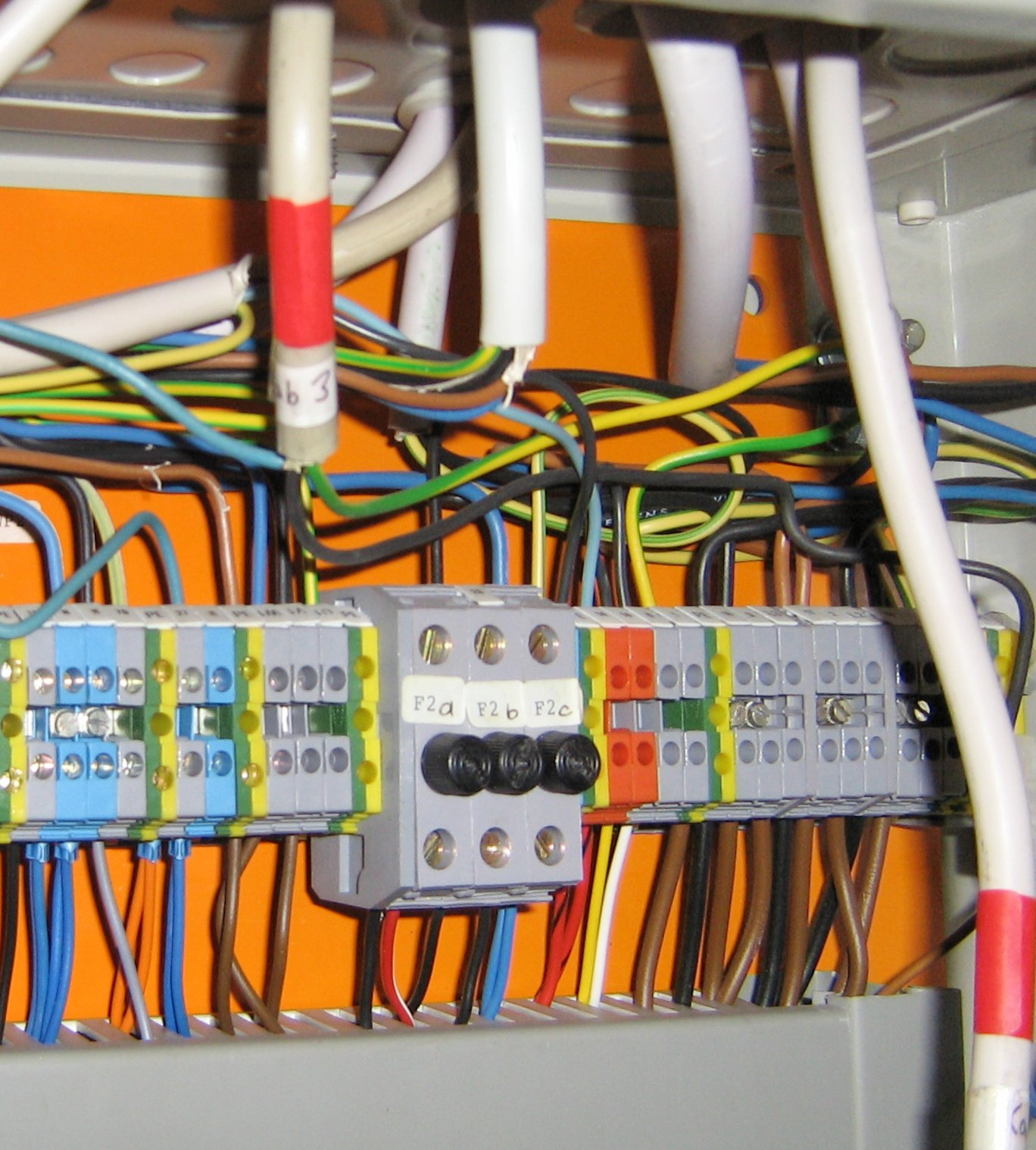
Металлические перемычки, соединяющие отдельные клеммы между собой